# Ibrahim ag Alhabib
Ibrahim ag Alhabib dit « Abraybone » né vers 1960, est l'un des membres fondateurs du groupe de blues touareg Tinariwen.

## Biographie
Il est né vers 1960 dans l'Adrar des Iforas, dans la région du village de Tessalit au nord du Mali. 
La musique fait partie de sa vie dès son plus jeune âge. Enfant, il joue de la flûte en accompagnant les animaux aux pâturages et fabrique sa première guitare avec un bidon sur lequel il pose des cordes.
Alors qu'il est âgé de quelques années, son père, accusé d'être en contact avec la rébellion touarègue de 1962-1964 est exécuté à Kidal par l'armée du Mali,. La société touarègue traverse à cette période une grave et longue crise. La sécheresse et les massacres de civils par l'armée font fuir les Touaregs vers l'Algérie, la Libye, la Mauritanie… Ibrahim, quant à lui, part avec sa grand-mère à l'âge de quatre ans pour l'Algérie, pays dans lequel il va rester une grande partie de sa vie.
Il y exerce différents métiers tels que couturier, menuisier, maçon mais ne peut pas se passer de musique et continue à jouer de la guitare ; il reconnaît comme influences musicales « les musiciens arabes (comme Rabah Driassa), James Brown, Elvis Presley et Boney M ». Il commence même à donner des concerts avec Intayaden et Alhassane ag Touhami et trois femmes avec qui il forme le groupe Taghreft Tinariwen qui prend officiellement forme en 1982 lors d'un festival à Alger. Leurs paroles sont des messages d'union et d'espoir pour tous les Touaregs. Tout à la fin des années 1980, il part en Libye avec Intayaden dans les camps d'entraînement de Kadhafi où il retrouve Kedhou ag Ossad, Mohamed ag Itlal dit « Japonais », Alhousseini ag Abdoulahi dit « Abdallah » et Alhassan ag Touhami. Il n'y reste que six mois car il comprend que Kadhafi veut utiliser les Touaregs pour combattre en Palestine ou au Liban, et non pas pour défendre leur cause. C'est à ce moment qu'il décide de se consacrer totalement à la musique et souhaite rentrer chez lui au Mali, mais ses chansons l'ont précédé, il est considéré comme un ennemi de la nation. 
Lors de la rébellion qui éclate en 1990, Ibrahim prend part aux combats jusqu'aux accords de Tamanrasset du 6 janvier 1991. Pendant les événements, il utilise véritablement la guitare comme une arme sous les ordres d'Iyad ag Ghali, chef du MPA : il est soutenu financièrement par le front qui utilise ses chansons pour appeler les jeunes à s'engager dans la lutte. Avec le retour de la paix, il ne se consacre plus qu'à la musique en promouvant ainsi de par le monde la cause touarègue d'une manière selon lui aussi efficace que la kalachnikov.
À côté de la musique, il s'engage fortement dans l'aide au développement de sa région natale, l'Adrar des Ifoghas, avec l'association Taghreft Tinariwen, dont il est le président.

## Ses principales compositions
- Ma Tadjam Yinmixan, « Pourquoi cette haine entre vous ? »
- Amassakoul 'n Ténéré, « Voyageur solitaire dans le désert »
- Chatma, « Mes sœurs »
- Oualahila har Tesninam, « Ô mon Dieu, vous êtes malheureux ! »
- Cler Achel, « J'ai passé la journée »
- Ténéré Daféo Nikchan, « Je suis dans le désert, près d'un feu »
- Assouf « Nostalgie », écrite vers 1980.
- Le Chant des Fauves
- Assouf ag Assouf
- Alkhar Dessouf
- Soixante-trois, écrite vers 1979.
- Aldechen Manin, « Je suis fatigué »
- Imidiwan Win Akalin, « Amis de mon pays »
- Ikyadarh Dim, « Je te regarde »
- Izarharh Ténéré, « J'habitais le Ténéré »
- Nar Djenetbouba
- Zin es Goumerden
- Tenale Chidjret, « La révolution est un long fil »
- Tamidrit n Sahara, « Jeunesse du Sahara »
- Lulla
- Imidiwan Afrik Tendam
- Chabiba
- Enseqi Ehad Didagh
- Tenidagh Egh Diere Diere
- Tamiditin Tadjer Essar